# Plaxiphora (Fremblya) matthewsi
Plaxiphora (Fremblya) matthewsi is een keverslakkensoort uit de familie van de Mopaliidae. De wetenschappelijke naam van de soort is voor het eerst geldig gepubliceerd in 1910 door Tom Iredale.